# William Jackson III
William Jackson III (geboren am 27. Oktober 1992 in Houston, Texas) ist ein ehemaliger US-amerikanischer American-Football-Spieler auf der Position des Cornerbacks. Er spielte College Football für die University of Houston und stand zuletzt bei den Pittsburgh Steelers in der National Football League (NFL) unter Vertrag. Zuvor spielte Jackson von 2016 bis 2020 für die Cincinnati Bengals und anschließend für die Washington Commanders.

## College
Jackson wuchs im Fifth Ward, einem Problemviertel von Houston, Texas, auf. Er besuchte die Wheatley High School, wo er sich mit Xavien Howard, der ebenfalls 2016 als Cornerback in die NFL kam, anfreundete.
Wegen schwacher akademischer Leistungen besuchte Jackson ein Jahr lang das Trinity Valley Community College, bevor er ab 2013 auf die University of Houston ging, um College Football für die Houston Cougars zu spielen. In der zweiten Hälfte der Saison 2013 wurde er Stammspieler. In der Saison 2015 war Jackson mit 28 verhinderten Pässen, davon fünf Interceptions, der in dieser Statistik erfolgreichste Spieler der NCAA Division I Football Bowl Subdivision (FBS). Dabei erzielte er zwei defensive Touchdowns. Im Peach Bowl gelangen ihm zwei Interceptions, wofür er als Defensive Most Valuable Player des Spiels ausgezeichnet wurde.

## NFL
Jackson wurde im NFL Draft 2016 an 24. Stelle von den Cincinnati Bengals ausgewählt. In der Saisonvorbereitung 2016 zog er sich eine Brustmuskelverletzung zu und verpasste die Spielzeit daher vollständig. In der Saison 2017 wurde Jackson nach Darqueze Dennard und Dre Kirkpatrick als dritter Cornerback eingesetzt. Er stand in 15 Spielen auf dem Feld, wobei er in den letzten fünf Partien die meiste Einsatzzeit sah. Jackson ließ bei 43 Passversuchen, die er abdecken sollte, nur 15 erfolgreiche Pässe zu und kam damit auf eine Quote von 34,9 %, was den besten Wert in dieser Statistik seit 2006 darstellte. Am dritten Spieltag gelang ihm gegen die Green Bay Packers bei einem Pass von Aaron Rodgers auf Jordy Nelson ein Interception-Return-Touchdown über 75 Yards.
In der Saison 2018 bestritt Jackson alle 16 Spiele als Starter und konnte 13 Pässe verhindern, so dass die Bengals seine Fifth-Year-Option wahrnahmen. In der darauffolgenden Saison spielte Jackson in 14 Partien, wobei er mit einer Schulterverletzung zu kämpfen hatte, wegen der er die letzten beiden Spiele verpasste. In seiner letzten Saison für Cincinnati gelang Jackson bei elf verteidigten Pässen eine Interception.
Im März 2021 unterschrieb Jackson einen Dreijahresvertrag über 40,5 Millionen Dollar beim Washington Football Team. Am 2. Februar 2022 änderte das Football Team seinen Namen zu Washington Commanders.
Am 1. November 2022 gaben die Commanders Jackson an die Pittsburgh Steelers ab und tauschten dabei späte Picks im Draft 2025. Er kam für Pittsburgh in keinem Spiel zum Einsatz und wurde am 10. März 2023 entlassen.

### NFL-Statistiken
| 2016                               | CIN    | kein Einsatz wegen Verletzung | kein Einsatz wegen Verletzung | kein Einsatz wegen Verletzung | kein Einsatz wegen Verletzung | kein Einsatz wegen Verletzung | kein Einsatz wegen Verletzung | kein Einsatz wegen Verletzung | kein Einsatz wegen Verletzung | kein Einsatz wegen Verletzung | kein Einsatz wegen Verletzung | kein Einsatz wegen Verletzung | kein Einsatz wegen Verletzung | kein Einsatz wegen Verletzung | kein Einsatz wegen Verletzung | kein Einsatz wegen Verletzung | kein Einsatz wegen Verletzung | kein Einsatz wegen Verletzung |
| 2017                               | CIN    | 15                            | 5                             | 27                            | 21                            | 6                             | 1,0                           | 14                            | 1                             | 75                            | 75                            | 1                             | 0                             | 1                             | 0                             |                               |                               |                               |
| 2018                               | CIN    | 16                            | 16                            | 41                            | 34                            | 7                             | 0,0                           | 13                            | 0                             | 0                             | 0                             | 0                             | 0                             | 0                             | 0                             |                               |                               |                               |
| 2019                               | CIN    | 14                            | 13                            | 37                            | 26                            | 11                            | 0,0                           | 3                             | 1                             | 19                            | 19                            | 0                             | 0                             | 0                             | 0                             |                               |                               |                               |
| 2020                               | CIN    | 14                            | 14                            | 45                            | 38                            | 7                             | 0,0                           | 11                            | 1                             | 30                            | 30                            | 0                             | 0                             | 0                             | 0                             |                               |                               |                               |
| 2021                               | WAS    | 12                            | 12                            | 39                            | 36                            | 3                             | 0,0                           | 8                             | 2                             | 0                             | 0                             | 0                             | 0                             | 0                             | 0                             |                               |                               |                               |
| 2022                               | WAS    | 4                             | 4                             | 16                            | 15                            | 1                             | 0,0                           | 2                             | 0                             | 0                             | 0                             | 0                             | 0                             | 0                             | 0                             |                               |                               |                               |
| Gesamt                             | Gesamt | 75                            | 64                            | 205                           | 170                           | 35                            | 1,0                           | 51                            | 5                             | 124                           | 75                            | 1                             | 0                             | 1                             | 0                             |                               |                               |                               |
| Quelle: pro-football-reference.com |        |                               |                               |                               |                               |                               |                               |                               |                               |                               |                               |                               |                               |                               |                               |                               |                               |                               |